# 肖清华
肖清华（？—），中华人民共和国外交官，曾任中国驻土库曼斯坦大使、中国驻吉尔吉斯斯坦大使。
肖清华曾任中国驻哈萨克斯坦大使馆参赞。他在2011年4月23日抵达土库曼斯坦出任大使，5月3日递交国书。2016年，肖清华离任驻土库曼斯坦大使，出任驻吉尔吉斯斯坦大使。10月26日，他向吉尔吉斯斯坦总统递交了国书。2019年，肖清华离任驻吉尔吉斯斯坦大使。其后，肖清华出任中国政府驻上合组织国家协调员。